# Āmīldān
Āmīldān (persiska: آمیلدان) är en ort i Iran.   Den ligger i provinsen Gilan, i den norra delen av landet, 240 km nordväst om huvudstaden Teheran. Antalet invånare är 197.
Terrängen runt Āmīldān är mycket platt. Runt Āmīldān är det tätbefolkat, med 427 invånare per kvadratkilometer. Närmaste större samhälle är Khoshk-e Bījār, 9,6 km sydväst om Āmīldān. Trakten runt Āmīldān består till största delen av jordbruksmark.